# Magnus Michael Rosbeck
Magnus Michael Rosbeck, född den 30 september 1786 i Stockholm, död där den 8 maj 1839, var en svensk jurist.
Rosbeck var inskriven som student vid Uppsala universitet utan att avlägga examen. Han blev auskultant   i Svea hovrätt 1805, extra ordinarie notarie samma år, extra ordinarie kanslist i Justitierevisionsexpeditionen 1805, vice notarie i hovrätten 1807 och kopist i nämnda expedition 1809. Rosbeck var notarie i  lagutskottet vid riksdagen samma år och tilldelades protokollssekreterares namn, heder och värdighet 1810. Han blev kanslist i Riksgäldskontoret sistnämnda år, kanslist i Justitierevisionsexpeditionen samma år, konstituerad protokollssekreterare 1811, ordinarie protokollssekreterare 1816, adjungerad ledamot i Svea hovrätt 1819, tillförordnad revisionssekreterare 1820 och assessor 1821. Rosbeck beviljades avsked ur Riksgäldskontoret 1822 och tilldelades lagmans namn, heder och värdighet 1824. Han blev ledamot av Sjöförsäkringsöverrätten 1825 och hovrättsråd 1830. Rosbeck blev riddare av Nordstjärneorden 1834.